# Обри, Джон
Джон О́бри (англ. John Aubrey; 12 [22] марта 1626, Малмсбери, Уилтшир, Уилтшир, Великобритания — 7 [17] июня 1697, Оксфорд, Англия) — английский писатель

 и антиквар, известный в первую очередь как автор занимательных биографий великих англичан, а во вторую — как первый исследователь многих британских древностей, включая Стоунхендж.
Окончил Тринити-колледж Оксфордского университета, работал судебным поверенным. Много путешествовал по Европе и Англии, собирая «древности». В 1663 году избран членом Королевского общества. Среди его многочисленных друзей — Кристофер Рен и Томас Гоббс. При жизни опубликовал только одну книгу — «Смесь» (1696). Материалы по естественной истории Суррея и Уилтшира увидели свет уже после его смерти.
Джон Обри произвел первое научное обследование Стоунхенджа. Во время раскопок земли вокруг каменного кольца он обнаружил под землёй ямы с дроблёным мелом. Эти ямы получили впоследствии название «лунок Обри». Лунки удалены друг от друга на равное расстояние. Их общее количество равно 56. Лунки Обри имеют большое значение в определении функций сооружения в целом.
В 1667 году по заказу историка Энтони Вуда начал собирать биографические сведения о выпускниках Оксфорда. Эти занимательные сборники слухов и анекдотов впервые увидели свет только в 1813 году. Наиболее полное издание в 2 томах было подготовлено издательством Clarendon Press в 1898 году.